# Apollonia-Kapelle (Fraulautern)

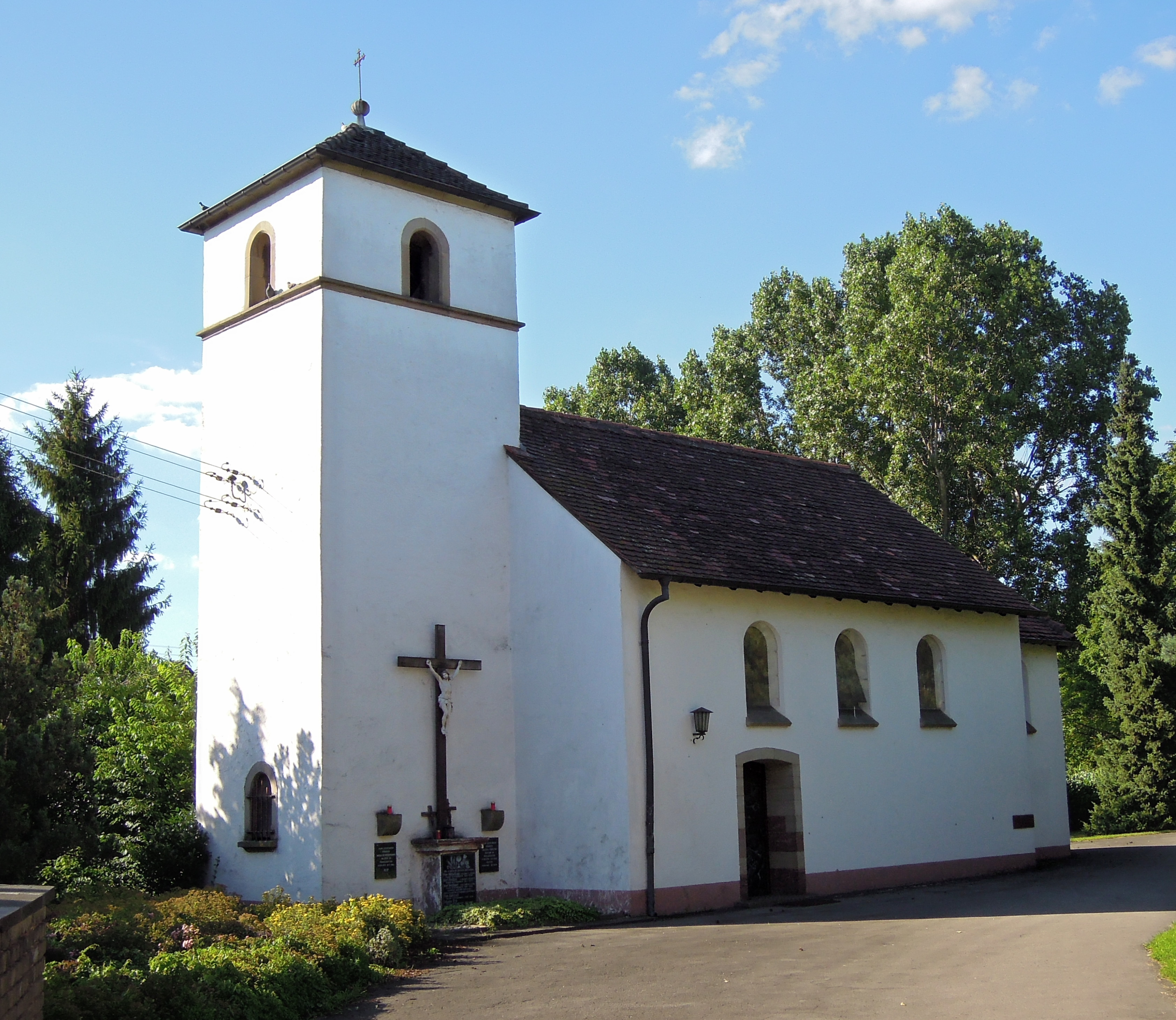
Apollonia-Kapelle

Die Apollonia-Kapelle (auch: Apollonia-Kirche, St. Apollonia) ist eine spätgotische Friedhofskapelle auf dem Alten Friedhof im Stadtteil Fraulautern der Kreisstadt Saarlouis. Ihre Geschichte reicht bis in das Jahr 870 zurück. Die ehemalige katholische Pfarrkirche trug ursprünglich das Patronat St. Petrus und Paulus, dann St. Trinitatis und ist heute der heiligen Jungfrau und Märtyrin Apollonia von Alexandria geweiht. 
Jahrhundertelang war sie Mutterkirche zahlreicher Gemeinden im Raum Saarlouis (unter anderem Wallerfangen und Beaumarais), die zur Wallfahrt verpflichtet waren.

## Geschichte

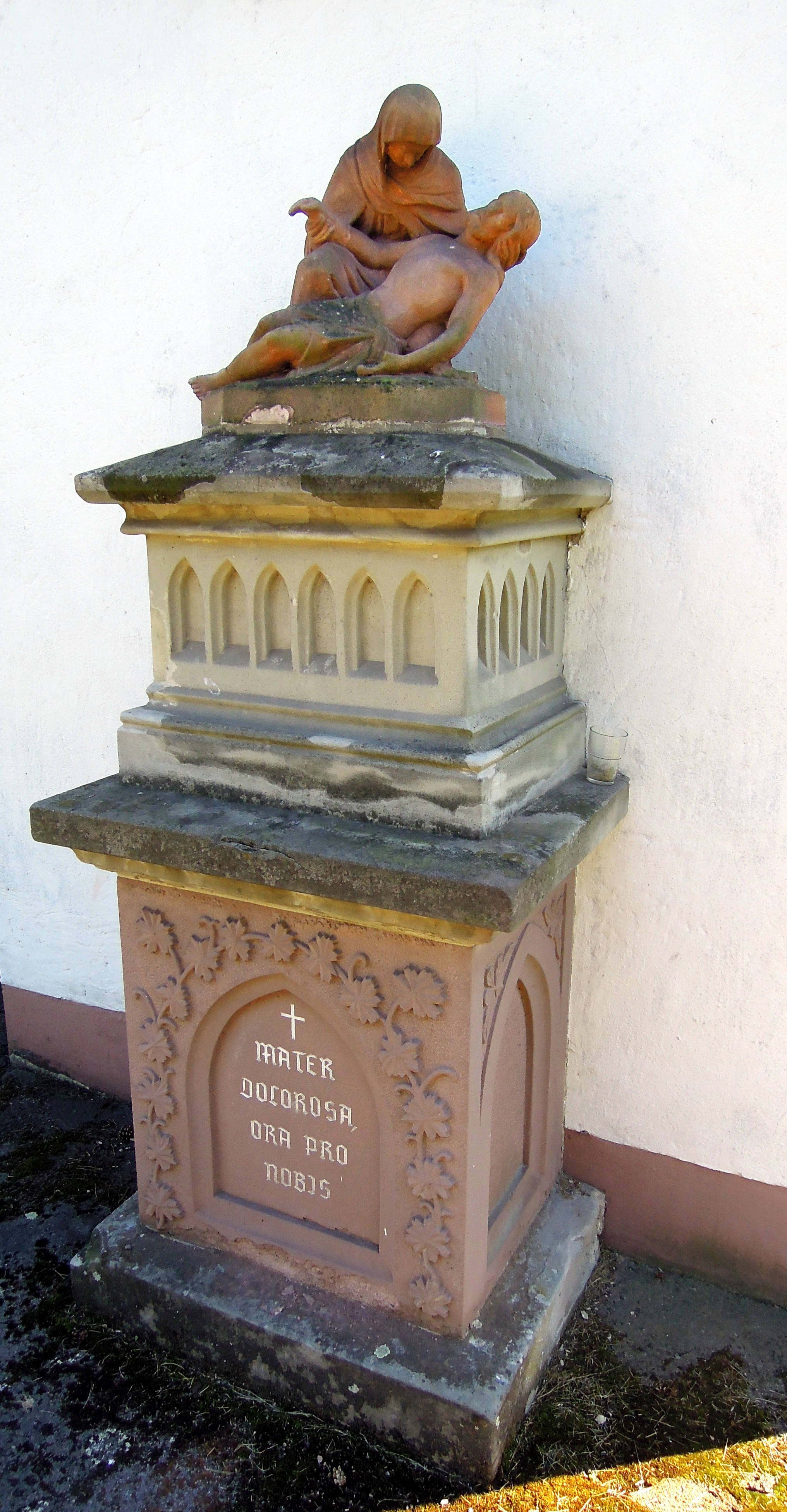
Pietà der Apollonia-Kapelle hinter dem Altarraum

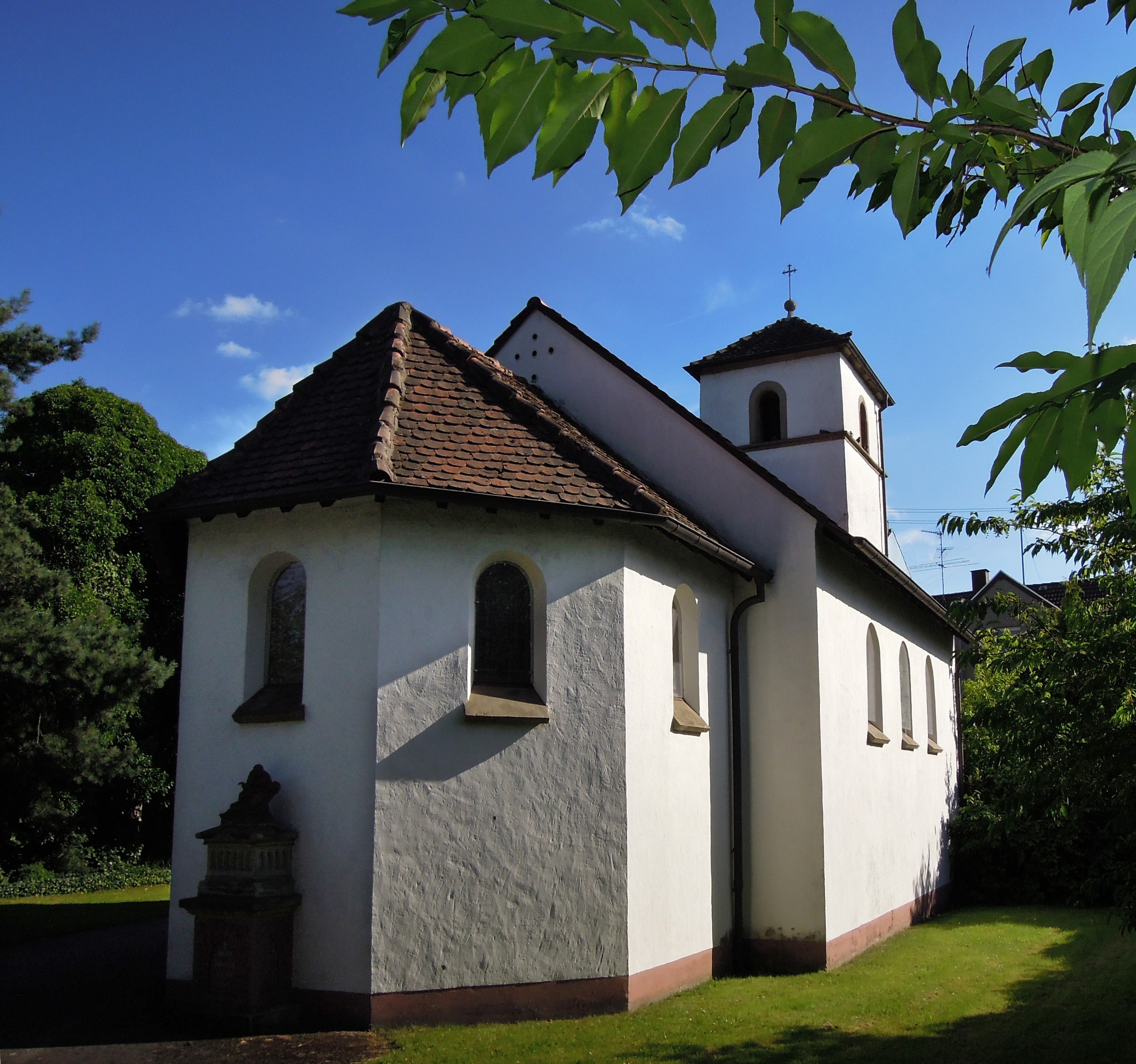
Apollonia-Kapelle vom Alten Friedhof aus

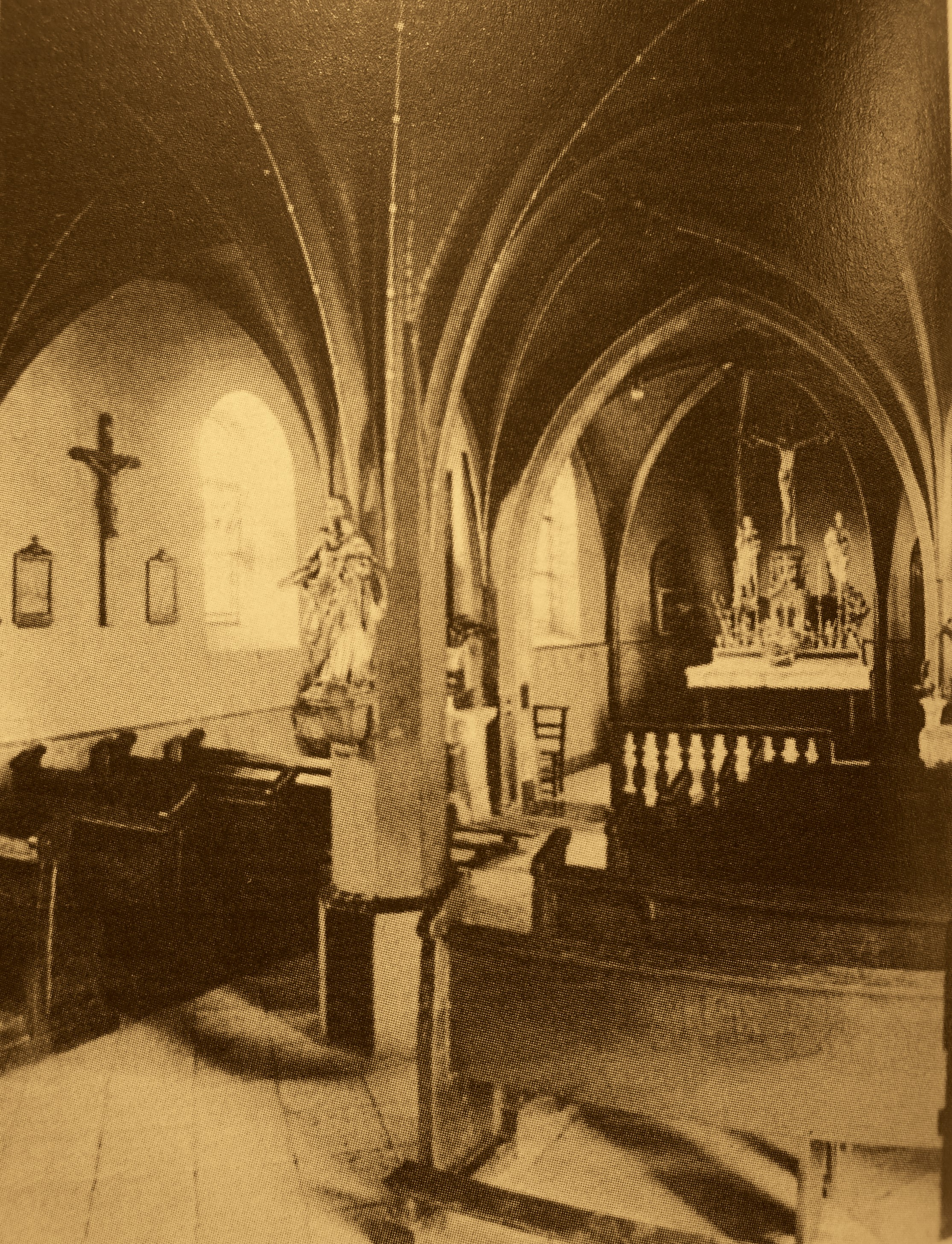
Fraulautern, Apollonia-Kapelle, Inneres, Vorkriegszustand

Am Standort der heutigen Kapelle befand sich vor deren Errichtung eine ältere Vorgängerkirche, die auf St. Petrus et Paulus geweiht war. Diese war Pfarrkirche des Ortes Kirchhofen, der sich zusammen mit der um die Abtei Fraulautern gelegenen Örtlichkeit Lutera zum späteren Fraulautern entwickelte. Auf diese erste Kirche deutet der romanische Chorturm hin, der bereits um das Jahr 870, also noch vor Gründung der Abtei entstanden ist. Diese erste Kirche wurde in der ersten Hälfte des 16. Jahrhunderts zerstört, vermutlich in Folge der Bauernkriege und der beginnenden Reformation. Turm und Nordseite der Kirche blieben zunächst erhalten. 
Um das Gotteshaus entstand der Alte Friedhof Fraulautern, der noch heute besteht. Links neben den Eingang zum Friedhof befand sich das zugehörige Pfarrhaus.
Die 1540 als Pfarrkirche von Fraulautern erbaute Apollonia-Kapelle (damals zunächst Pfarrkirche St. Trinitatis) zählt zu den ältesten Gebäuden des Ortes. In seiner ursprünglichen Form sollte der Bau groß genug für 250 Fraulauterner Katholiken sein, wodurch darin etwa 60 Personen Sitzplatz finden können. Mit dem Anwachsen der Bevölkerung benötigte man mehr Platz, um alle Kirchenbesucher in der Kirche unterzubringen. So wurde 1739 beim ehemaligen Frauenkonvent, der Abtei Fraulautern (heutige Grundschule Im Alten Kloster) ein größeres Gotteshaus gebaut, welches ab 1814 dann Pfarrkirche von Fraulautern war.
Die Kapelle St. Trinitatis diente seither nicht mehr als Pfarrkirche und wurde zu Ehren Apollonia von Gressnich, deren Familie den Kirchbau 1540 großzügig mit finanzierte, auf St. Apollonia umbenannt. Gressnich war von 1587 bis 1598 Äbtissin von Fraulautern. Die neue Klosterkirche benannte man dann nach dem Namen der vorherigen Pfarrkirche St. Trinitatis und widmete letztere um zur Friedhofskapelle des Alten Friedhof. Um den Einzugsbereich des Abtei Fraulautern und den der damaligen St. Trinitatis-Kirche klar voneinander abzugrenzen, begründete man mit letzterer die Pfarrei Kirchhofen.
Diese war damals ein Ortsteil von Fraulautern und Mutterkirche mehrerer Pfarrgemeinden bis zum Jahre 1808.
1884 beschloss man den Bau einer neuen Pfarrkirche, die Grundsteinlegung fand 1893, die Konsekration 1895 statt. Die Klosterkirche wurde aufgrund von Baufälligkeit abgerissen.
Am 1. Dezember 1944 zerstörten Luftangriffe große Teile Fraulauterns, darunter auch die Pfarrkirche und Apollonia-Kapelle, wobei der bis heute stehende Turm erhalten blieb. Am 1. November 1953 folgte die Grundsteinlegung zum Wiederaufbau der Apollonia-Kapelle durch den aus Argentinien kommenden Redemptoristenpater Anton Otten. Otten führte bei der Grundsteinlegung aus: 
"Der Grundstein auf dieser Stätte, wo jahrhundertelang das Pfarrkirchlein Fraulauterns gestanden hat, soll ein stetes Erinnerungs- und Mahnzeichen für Fraulautern sein."
Der Grundstein ist außen ins Mauerwerk integriert und trägt die Daten der Errichtung, Zerstörung und des Wiederaufbaus. 
Die wiederaufgebaute Kapelle wurde am 11. April 1954 feierlich eingeweiht.

## Lage und Umgebung
Die Apollonia-Kapelle befindet sich am Eingang des Alten Friedhof, Richtung Lebacher Straße, im Zentrum von Fraulautern. Sie liegt nur etwa 100 Meter entfernt von der Fraulauterner Pfarrkirche Hl. Dreifaltigkeit.

## Gebäude
Hauptunterschied zwischen der im Zweiten Weltkrieg zum großen Teil zerstörten und der heutigen Kapelle besteht darin, dass der Innenraum der wiederaufgebauten Kapelle über keinerlei Pfeiler verfügt. Zudem findet sich eine gerade, von dunklem Holz getragene Decke anstatt des deutlich niedrigeren Gewölbes der Vorkriegszeit. Die Fenster sind kleiner und jeweils drei Stück pro Seitenwand im Kirchenschiff an der Zahl. Weitere fünf Fenster finden sich im Altarraum. Sie alle entwarf der Mainzer Künstler Alois Plum, der später, in den Jahren 1979/1980, auch die Fenster der Pfarrkirche gestaltete. Im Bereich des Kruzifixes und der Gräber vor dem Turm fand sich vor dem Krieg eine Überdachung, auf welche man beim Wiederaufbau jedoch verzichtete.
Der ursprüngliche Grundriss der Kapelle blieb beim Wiederaufbau erhalten.

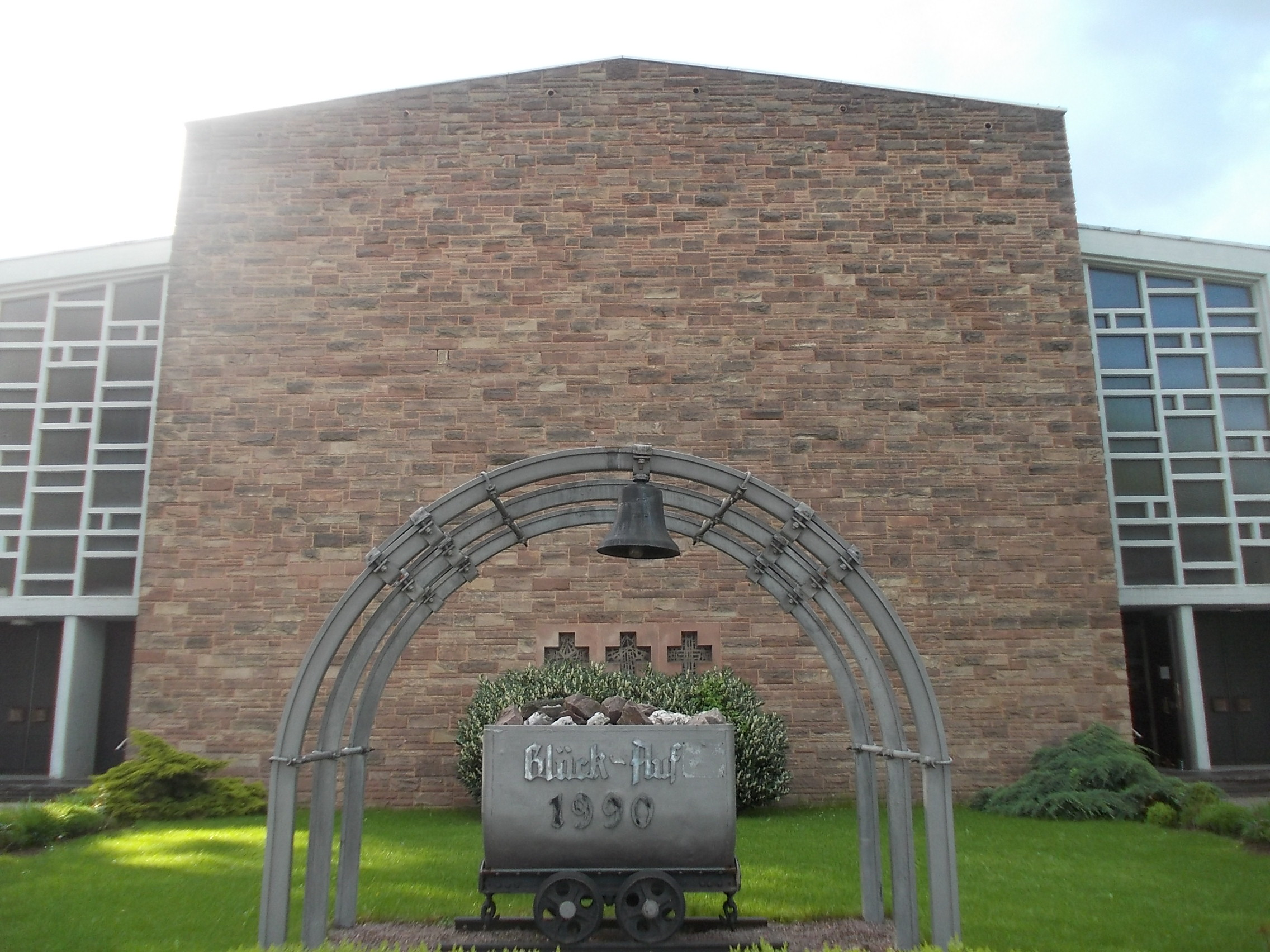
Denkmal mit ehemaliger Glocke der Kapelle am alten Standort vor St. Josef. Die Glocke trägt die Jahreszahl 1918.

### Turm und Glocke
Die Kapelle verfügt, besonders im original erhaltenen Bereich des Turms, über außerordentlich dickes Mauerwerk. Der Turm misst etwa 10 Meter Höhe, wurde dem Gotteshaus erst 1600 hinzugefügt und blieb im Krieg nahezu vollständig erhalten.
Da im Ersten Weltkrieg zahlreiche Glocken zugunsten der Rüstung eingeschmolzen wurden, fiel dem auch das damalige Geläut der Apollonia-Kapelle zum Opfer. Nach Ende des Ersten Weltkrieges wurde 1918 eine neue Glocke angeschafft. Diese befand sich von 1990 bis 2017 an einem Bergbaudenkmal aufgehängt vor der Kirche St. Josef in Fraulautern-Kreuzberg. Seit 2017 findet sich das Denkmal samt Glocke gegenüber der Fraulauterner Dreifaltigkeitskirche auf dem Platz des Bergmanns. Sehr wahrscheinlich handelte es sich hierbei um eine Art Notlösung nicht zufriedenstellender Qualität der Nachkriegszeit. 
In den Unterlage der Glockengießerei Otto aus Hemelingen/Bremen findet sich eine für die Kapelle produzierte Glocke, die 1930 gegossen wurde mit Schlagton a''. Die Glocke war mit rund 46 cm Durchmesser recht groß für ihren Schlagton und ein Beispiel für die dicken Glockenrippen, die Otto ab etwa 1900 produzierte. Die größere Wandstärke beim Guss machte die Glocken zwar schwerer und teurer, im Klang jedoch rund und weich und arm an Obertönen. 
Die heutige Glocke der Kapelle klingt auf den Schlagton a''. Das Läuten erfolgt von Hand, per Seil. 
Im Jahr 1939 brach der Zweite Weltkrieg aus. Bei Zerstörung der Apollonia-Kapelle durch einen Bombenangriff 1944 blieb der Turm weitestgehend verschont. Die Gießerei Otto produzierte ab 1953 in Fraulautern. Da Otto den Ort auch nach dem Zweiten Weltkrieg mit Kirchenglocken versorgte, wäre anzunehmen, dass die Pfarrei auch für die Apollonia-Kapelle dort eine Glocke in Auftrag gegeben hätte. Dies ist jedoch nicht der Fall, was aus dem Verzeichnis gegossener Glocken der Firma hervorgeht. Obgleich es Berichte gibt, wonach die Glocke von 1930 beim Bombenangriff durch den Turm krachte, zunächst nicht mehr gefunden wurde und durch einen Riss unbrauchbar geworden sein soll, ist anzunehmen, dass es sich bei der heutigen Glocke immer noch um jene aus dem Jahr 1930 von Otto handelt.
Eine weitere, 1953 von der Glockengießerei Otto gegossene Glocke mit Schlagton es'' befindet sich auf dem Alten Friedhof im Turm der Friedhofshalle.
Vor dem Turm befinden sich Gräber ehemaliger Pastoren von Fraulautern sowie weitere Gedenktafeln und ein großes Kruzifix.

## Sonstiges

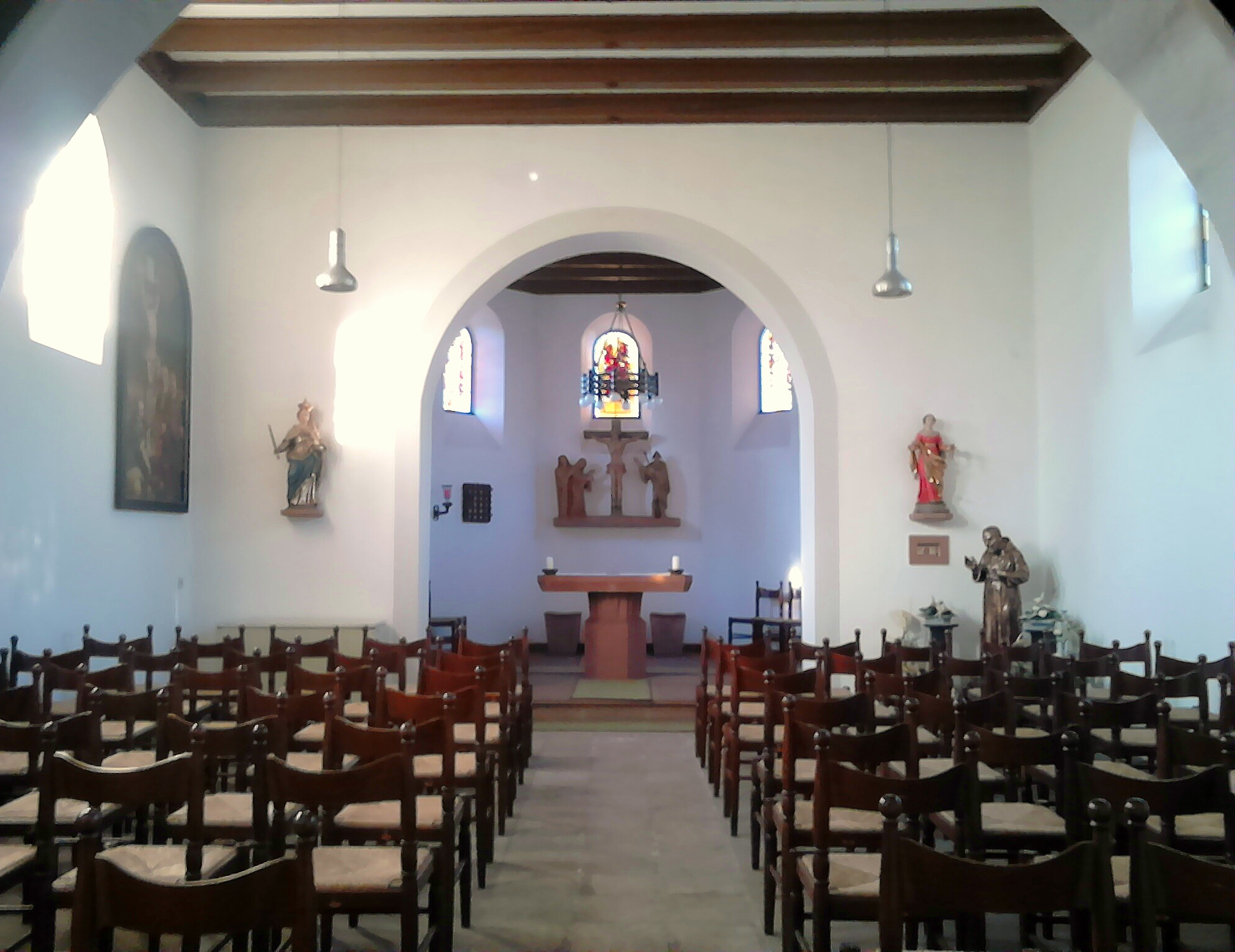
Innenraum der heutigen Apollonia-Kapelle mit ca. 70 Sitzplätzen

Im Jahr 2004 wurde in der bis dahin tagsüber durchgehend geöffneten Kapelle Feuer gelegt und somit ein Teil des Innenraums und der Ausstattung beschädigt. Trotz Reparatur der entstandenen Schäden blieb die Nutzung des Gebäudes seither weitestgehend aus. 
Am Altar ist ein kleines Knochenstück der Heiligen Apollonia als Reliquie im Gemäuer mit eingebracht. Im Innenraum findet sich ein großes Gemälde, auf dem die Kreuzigung Jesu dargestellt ist. Links vom Altar findet sich eine Heiligenstatue der Gottesmutter Maria mit Jesuskind auf dem Arm, rechts eine Statue der Hl. Apollonia mit Zange und Zahn, direkt über der Reliquie. Eine weitere vorhandene Statue ist die des Pater Pio, versehen mit Geburts- und Sterbedatum. Verlässt man die Kapelle, findet man im Kirchenschiff gegenüberliegend des Altars eine Statue Johannes Nepomuk, hoch an der Wand angebracht. Am Äußeren der Kapelle befindet sich ein eingemauerter Stein mit den Daten der beiden Weltkriege zum Gedenken an deren Opfer, sowie den Jahreszahlen von Bau, Zerstörung und Wiederaufbau der Kapelle. Des Weiteren ist in Richtung des Friedhofes eine steinerne Gedenkstätte mit Maria und dem gekreuzigten Jesus vorhanden.
Hinter dem Altarraum findet sich am äußeren Gebäude eine Pieta aus Sandstein. Diese trägt die Inschrift: 
"Mater dolorosa, ora pro nobis" (dt.: "Mutter der Schmerzen, bitte für uns")
Bis 2022 gehörte die Kapelle zur Pfarrei Hl. Dreifaltigkeit, Fraulautern. Bereits 2011 bildete diese mit den Orten Roden und Steinrausch die Pfarreiengemeinschaft Saarlouis: rechts-der-Saar. Seit 1. Januar 2023 ist St. Apollonia Teil der neu gegründeten Pfarrei Heilige Familie, deren Pfarrkirche Hl. Dreifaltigkeit ist. Die Pfarrei umfasst alle katholischen Kirchen in Fraulautern, Roden und Steinrausch.
Die Hinterlassenschaften zahlreicher Tauben im Dachstuhl sowie im Turm der Kapelle machten eine umfassende Säuberung sowie die Sicherung gegen zukünftige Verunreinigung notwendig. Die Arbeiten wurden 2025 durchgeführt.
Heute dient das Gotteshaus hauptsächlich als Friedhofskapelle für Sterbeämter und wird der Pater-Pio-Gemeinschaft für Gebetstunden zur Verfügung gestellt. Auch Trauungen können in St. Apollonia zelebriert werden. Außerdem findet an einem Mittwoch im Monat eine Eucharistiefeier der Pfarrgemeinde dort statt.
Am Gedenktag der heiligen Apollonia, dem 9. Februar, feiert man ein feierliches Hochamt in der Kapelle. Der Festtag ist in Fraulautern als Kleine Kirmes oder Apolloniakirmes bekannt.

### Orgel
Anstelle einer Pfeifenorgel dient ein Harmonium der musikalischen Umrahmung der Gottesdienste. Das Instrument entstammt der Emil Müller Harmonium Fabrik und wurde vermutlich zwischen 1900 und 1930 hergestellt. Neben fünf Registern (die Register 2, 4 und 5 sind Abschwächungen durch Klappensysteme) stehen dem Spieler zwei Koppeln sowie weitere Spielhilfen zur Verfügung. Das Instrument verfügt außerdem über zwei sogenannte Knieregister, womit der Spieler ein Tutti (linkes Knie) sowie ein Forte (rechtes Knie) auswählen kann. Wie üblich für ein Harmonium ist die Tastatur in zwei Hälften eingeteilt: links der Bass, rechts der Diskant. Diese zwei Hälften verfügen teilweise (3+6 sind durchgehend) über separate Register, vergleichbar mit den gesondert verfügbaren Registern an einer zweimanualigen Orgel.
Die Disposition lautet wie folgt:
| Bass |          |    |
| 1.   | Viola    | 4′ |
| 2.   | Dolce    | 4′ |
| 3.   | Diapason | 8′ |
| 4.   | Echo     | 8′ |
|      | Forte    |    |

| Diskant |             |    |
| 5.      | Dolce       | 8′ |
| 6.      | Melodia     | 8′ |
| 7.      | Vox celeste | 8′ |
| 8.      | Seraphon    | 8′ |
|         | Forte       |    |

- Koppeln: Bass-Koppel, Diskant-Koppel
- Spielhilfen: Forte (im Bass), Forte (im Diskant), Tutti (Knieregister), Forte (Knieregister)

Bei Auswahl der Diskant-Koppel wird der Diskant jeweils eine Oktave nach oben, bei Auswahl der Bass-Koppel der Bass eine Oktave nach unten gekoppelt.